# Rockaway (Nueva Jersey)
Rockaway es un borough ubicado en el condado de Morris en el estado estadounidense de Nueva Jersey. En el año 2010 tenía una población de 6,438 habitantes y una densidad poblacional de 1,170 personas por km².

## Geografía
Rockaway se encuentra ubicado en las coordenadas 40°53′49″N 74°30′52″O / 40.89694, -74.51444.

## Demografía
Según la Oficina del Censo en 2000 los ingresos medios por hogar en la localidad eran de $61,002 y los ingresos medios por familia eran $66,997. Los hombres tenían unos ingresos medios de $44,673 frente a los $35,956 para las mujeres. La renta per cápita para la localidad era de $26,500. Alrededor del 5% de la población estaba por debajo del umbral de pobreza.